# Marysville (Iowa)
Marysville è un comune degli Stati Uniti d'America, situato nello Stato dell'Iowa, nella contea di Marion.